# Кулжинський Сергій Пантелеймонович
 Кулжинський Сергій Пантелеймонович  (нар. 1880, Полтава — пом. 1947) — радянський вчений, професор, доктор сільськогосподарських наук, заслужений діяч науки і техніки Молдавської РСР. Основні праці з питань культури бобових, мотенізації піщаних ґрунтів. Засновник і перший директор (1911–1930) Носівської сільськогосподарської дослідної станції.
Онук Кулжинського Івана Григоровича.

## Життєпис
Навчався в Полтавській гімназії та Харківській класичній гімназії (закінчив в 1901). У 1907 році закінчив агрономічний відділ Київського політехнічного інституту Імператора Олександра II, після чого викладав у Ніжинському нижчому технічному училищі й одночасно — природну історію в Ніжинській жіночій гімназії. 
З 1908 р — помічник губернського земського агронома Чернігівської губернії. У 1909-1910 — агроном Уманського повіту Київської губернії, завідувач Роменським дослідним полем Полтавської губернії, вчений секретар Роменського сільськогосподарського товариства.
У 1911 організував Носівську сільськогосподарську дослідну станцію Чернігівської губернії і по 1930 рік був її директором. В умовах світової і громадянської воєн зумів зберегти станцію і її колектив; наукова робота на станції не припинялася. Вивчав сільське господарство в наукових відрядженнях в США (1921) і Європі (Чехословаччина, Німеччина і Польща, липень-грудень 192?).
У 1930-1933 — директор Долгопрудненського дослідного поля (Московська область), в 1934-1944 завідував відділом агротехніки у Всесоюзному інституті добрив, агротехніки і агрогрунтознавства ім К. К. Гедройца (ВІУА). Одночасно завідував кафедрою рослинництва в Плодоовочевому інституті ім. І. В. Мічуріна (Мічурінськ, 1939-1941), був заступником директора з наукової частини Кузнецької дослідної станції (Пензенська область, 1941-1942), співробітником Сибірського НДІ зернового господарства (1943-1944).
З 1944 завідував кафедрою рослинництва Кишинівського сільськогосподарського інституту.
Помер 27 вересня 1947 року в Кишиневі, похований на Центральному (Вірменському) кладовищі.

## Джерело
- Фурса В. М. «Славні імена Носівщини». — Ніжин: ТОВ «Видавництво „Аспект-Поліграф“», 2009. — 200 с. : іл. ISBN 978-966-340-357-1